# Nicodemus Tessin, o Velho

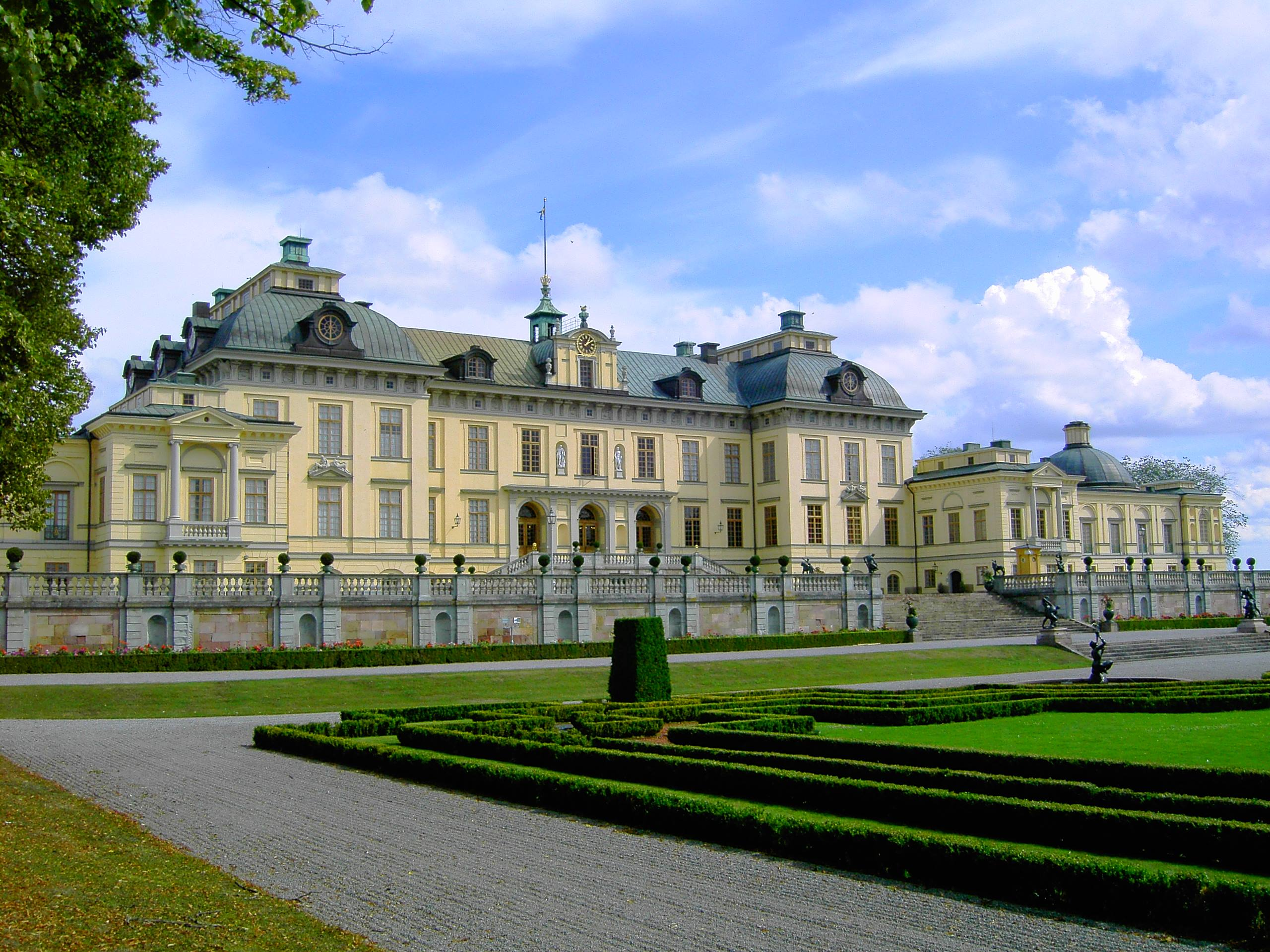
O Palácio de Drottningholm (Drottningholms slott).

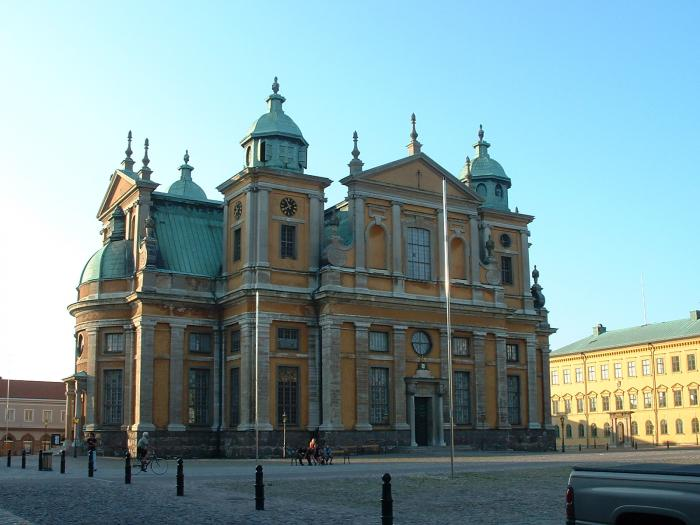
A Catedral de Kalmar (Kalmar domkyrka).

Nicodemus Tessin, o Velho (Stralsund, Pomerânia, 1615 – Estocolmo, 1684) foi um importante arquiteto do barroco sueco.

## Biografia
Nicodemus Tessin nasceu na Pomerânia e foi para a Suécia ainda jovem. Lá foi aprendiz e trabalhou com o arquiteto Simon de la Vallée. Trabalhou ainda para o chanceler sueco Axel Oxenstierna antes de viajar pela Alemanha, Itália, França e Holanda, onde conheceu o então novo estilo barroco.
De volta a Suécia, reconstruiu o Castelo de Borgholm, construiu o Palácio de Skokloster e o palácio Wrangel em Estocolmo. Seu trabalho mais importante foi o Palácio de Drottningholm, hoje inscrito na lista de patrimônio da humanidade.
Após sua morte, seu filho, Nicodemus Tessin (o jovem) continuou seus projetos.
Entre suas obras estão o sítio real de Drottningholm, hoje Patrimônio Mundial da UNESCO e a Catedral de Kalmar.

## Obra
- Catedral de Kalmar (1660), em forma de cruz grega,
- Palácio de Drottningholm, (1662)
- Município de Göteborg (1670)
- Mälsåker (c. 1670 )
- Castelo de Borgholm
- Palácio de Skokloster